# Droit coutumier
Ne doit pas être confondu avec Coutume.
Le droit coutumier est le système de droit reposant sur la coutume. Ses dispositions, consacrées par l'usage, s'imposent dans les rapports entre les personnes, les formes de possession ou d'usage des sols, les poids et mesures, les droits féodaux, les droits et prérogatives des différentes communautés en matière politique, civile et criminelle, le droit des élections et des successions, les droits et obligations du mariage, les eaux et forêts, ainsi que les procédures judiciaires et le droit des gens.
À ne pas confondre avec la coutume comme source supplétive de droit dans un système de lois civiles codifiées, c'est-à-dire que même si les lois ont été codifiées dans un code civil, la coutume peut néanmoins être prise en considération par le tribunal en dernier lieu dans la hiérarchie des sources de droit lorsqu'elle est uniforme, publique, générale, fréquente et ancienne.

## Droit par pays

### Écosse (Royaume-Uni)
Le droit écossais est un droit civil non écrit, autrement dit un droit civil non codifié, resté à l'état de la coutume.

### France (Ancien régime)
En France, il s'agit essentiellement du droit de l'époque médiévale qui perdure sous l'Ancien Régime, lorsque la coutume est la principale source du droit.  Le droit coutumier est aussi à l'origine des lois fondamentales du royaume et du droit des gens.

### Québec (Canada)
Avant la codification du droit civil en 1866 dans le Code civil du Bas-Canada, le droit québécois était un droit civil non écrit reposant sur la coutume civile du Bas-Canada (la coutume de Paris adaptée au contexte juridique du Bas-Canada de l'époque). Malgré le manque de codification, des ouvrages doctrinaux comme le Traité sur les lois civiles du Bas-Canada d'Henry Des Rivières Beaubien décrivaient avec précision les règles de ce système juridique.

## Droit international
Le droit international coutumier correspond aux différentes coutumes du droit international, par opposition au droit international des traités.